# Cabinet Office
O Cabinet Office (em português Gabinete) é um departamento do Governo do Reino Unido responsável pelo apoio ao primeiro-ministro e do Gabinete do Reino Unido. Ele é composto de várias unidades que suportam comissões de gabinete e que coordenam a entrega dos objectivos do governo via outros departamentos. Atualmente, tem pouco mais de 2.000 funcionários, a maioria dos quais trabalham na Whitehall. A equipe que trabalha no Gabinete do Primeiro-Ministro fazem parte do Gabinete do Governo.

## Responsabilidades
As principais funções do Cabinet Office são:
- Apoiar o Primeiro-Ministro e Vice-primeiro-ministro - a definir e cumprir os objetivos do Governo, implementar a reforma política e constitucional, e dinamizar a partir do centro em particular as questões inter-departamentais prioritárias, tais como a melhoria do serviço público, a exclusão social e o terceiro setor;
- Apoiar o gabinete - a conduzir a coerência, qualidade e entrega de política e operações em todos os departamentos, e
- Fortalecer o serviço público - garantir que o serviço público seja organizado de forma eficaz e eficiente e tenha a capacidade em termos de habilidades, valores e liderança, para entregar os objetivos do governo, incluindo a garantia de valor para o dinheiro ao contribuinte. Isto também inclui o trabalho com o Tesouro para gerar eficiência e reforma em todo o setor público.